# Esther Williams
Esther Jane Williams (Inglewood, 8 agosto 1921 – Beverly Hills, 6 giugno 2013) è stata una nuotatrice e attrice statunitense.
Campionessa di nuoto per anni, fu celebre anche per i suoi film musicali che prevedevano spettacolari coreografie acquatiche.

## Biografia
Benché alcune fonti citino come anno di nascita il 1922, Esther Williams nacque l'8 agosto 1921 a Inglewood, quinta e ultima figlia del pittore di insegne Louis Stanton Williams e della psicologa Bula Myrtle Gilpin. Aveva due sorelle, Maurine e June, e due fratelli, David e Stanton. Quest'ultimo, scoperto dall'attrice Marjorie Rambeau, andò a vivere a Los Angeles vicino agli studi cinematografici, mentre la famiglia viveva in un'estesa zona collinare acquistata dal padre, dove Esther nacque. Nel 1929 Stanton morì a 16 anni per una diverticolite e, per colmare la perdita, la madre di Esther adottò un ragazzo coetaneo del fratello dell'attrice, Buddy McClure. Nella sua autobiografia, Esther racconta che una notte il ragazzo la violentò e lei rimase traumatizzata per circa due anni, prima di rivelare la verità alla famiglia. Il ragazzo venne cacciato di casa e si arruolò nella Guardia Costiera.

### Carriera sportiva

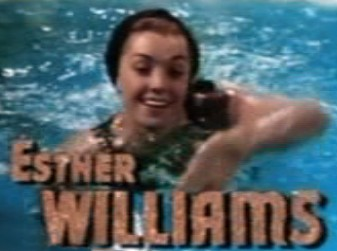
Esther Williams in La ninfa degli antipodi (1952)

Fin da piccola, Esther si dimostrò un'ottima nuotatrice, diventando ben presto un elemento di spicco del Los Angeles Athletic Club. A 15 anni aveva vinto tutte le gare disputate in California nei 100 metri stile libero femminili. Conquistò il titolo di campionessa della Costa del Pacifico. Nel 1940 si preparava a partecipare alle Olimpiadi, ma lo scoppio della seconda guerra mondiale fece saltare due edizioni consecutive dei Giochi.

### Carriera cinematografica
Non completò gli studi universitari e si mise a lavorare come commessa e indossatrice. Fu scritturata dalla MGM e interpretò il suo primo film, La doppia vita di Andy Hardy (1942), affiancando Mickey Rooney. La grande popolarità arrivò con il film successivo, Bellezze al bagno (1944). Dopo alcuni musical minori, ottenne un altro successo con La matadora (1947).
Da quel momento in poi i film vennero cuciti su misura per lei: La figlia di Nettuno (1949), La duchessa dell'Idaho (1950), La sirena del circo (1951), La ninfa degli antipodi (1952). Qui Esther Williams dimostrò di essere anche una grande attrice drammatica.

Esther Williams con il maestro Franco Zauli a Roma nel 1955

Nel 1955 arrivò il primo insuccesso: Annibale e la vestale, un fiasco: i gusti del pubblico erano cambiati. Diede l'addio alle scene e si dedicò a un'attività benefica come insegnante di nuoto per bambini ciechi. Apparve raramente in pubblico.

## Vita privata
Esther Williams si sposò quattro volte: il primo matrimonio, all'inizio degli anni quaranta, fu con Leonard Kovner. 
Nel 1945, quando aveva già raggiunto la popolarità,  sposò Ben Gage.

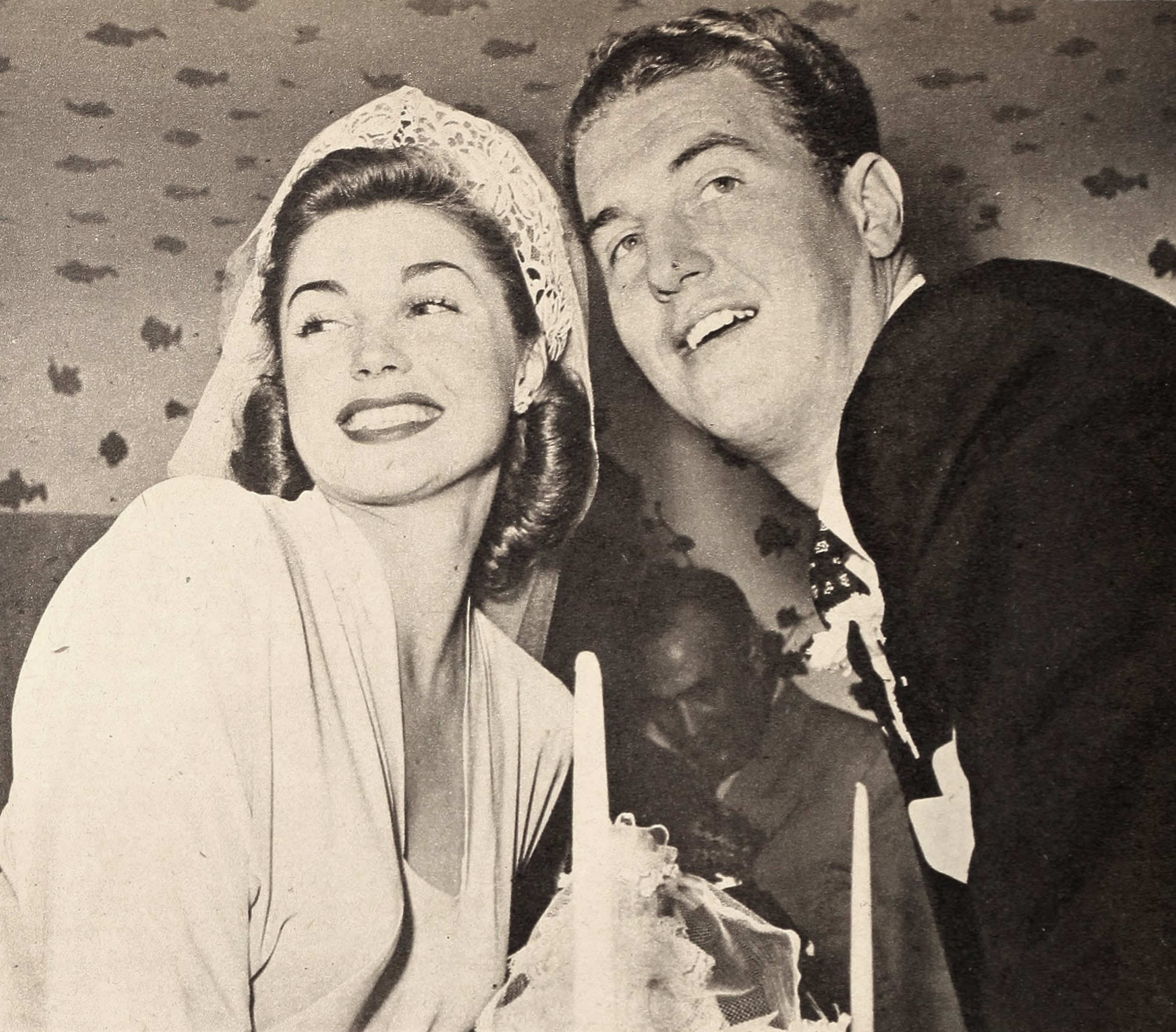
Esther Williams con il secondo marito, Ben Gage

Considerati dalla stampa come la «magnifica coppia», ebbero tre figli e divorziarono alla fine degli anni cinquanta, quando lei era ancora all'apice del successo. Il terzo matrimonio con l'attore argentino Fernando Lamas durò 22 anni. Vedova nel 1982, si risposò nel 1994 con Edward Bell. Visse in una villa a Beverly Hills, fino alla morte a 91 anni.

## Filmografia

### Cinema
- Inflation, regia di Cy Endfield (1942)
- Personalities – cortometraggio (1942)
- La doppia vita di Andy Hardy (Andy Hardy's Double Life), regia di George B. Seitz (1942)
- Joe il pilota (A Guy Named Joe), regia di Victor Fleming (1943)
- Bellezze al bagno (Bathing Beauty), regia di George Sidney (1944)
- Luna senza miele (Thrill of a Romance), regia di Richard Thorpe (1945)
- The Hoodlum Saint, regia di Norman Taurog (1946)
- Sposarsi è facile, ma... (Easy to Wed), regia di Edward Buzzell (1946)
- La matadora (Fiesta), regia di Richard Thorpe (1947)
- Ti avrò per sempre (This Time for Keeps), regia di Richard Thorpe (1947)
- Su un'isola con te (On a Island with You), regia di Richard Thorpe (1948)
- Facciamo il tifo insieme (Take Me Out to the Ball Game), regia di Busby Berkeley (1949)
- La figlia di Nettuno (Neptune's Daughter), regia di Edward Buzzell (1949)
- La Duchessa dell'Idaho (Duchess of Idaho), regia di Robert Z. Leonard (1950)
- Canzone pagana (Pagan Love Song), regia di Robert Alton (1950)
- La sirena del circo (Texas Carnival), regia di Charles Walters (1951)
- Gonne al vento (Skirts Ahoy!), regia di Sidney Lanfield (1952)
- La ninfa degli antipodi (Million Dollar Mermaid), regia di Mervyn LeRoy (1952)
- Nebbia sulla Manica (Dangerous when Wet), regia di Charles Walters (1953)
- Fatta per amare (Easy to Love), regia di Charles Walters (1953)
- Annibale e la vestale (Jupiter's Darling), regia di George Sidney (1955)
- L'uomo nell'ombra (The Unguarded Moment), regia di Harry Keller (1956)
- Vento di passioni (Raw Wind in Eden), regia di Richard Wilson (1958)
- Il grande spettacolo (The Big Show), regia di James B. Clark (1961)
- La fuente mágica (Magic Fountain), regia di Fernando Lamas (1963)

### Televisione
- Lux Video Theatre - serie TV, episodio 7x34 (1957)
- The Donna Reed Show - serie TV, episodio 2x31 (1960)
- I racconti del West (Dick Powell's Zane Grey Theatre) - serie TV, episodio 5x08 (1960)

### Apparizioni di Esther Williams in film e documentari
- Ziegfeld Follies - sé stessa in un balletto acquatico (1945)
- Nuvole passeggere (Till the Clouds Roll By) di Richard Whorf - cameo, sé stessa (1946)
- Some of the Best: Twenty-Five Years of Motion Picture Leadership – documentario (1949)

## Riconoscimenti
- Golden Globe
  - 1952 – Henrietta Award

- Bambi
  - 1952 – Candidatura alla miglior attrice internazionale per Facciamo il tifo insieme
  - 1953 – Candidatura alla miglior attrice internazionale per La ninfa degli antipodi

- Golden Apple Awards
  - 1951 – Sour Apple
  - 1953 – Sour Apple

- Hollywood Citizenship Award
  - 1956 – Vinto

- Hollywood Walk of Fame
  - 1960 – Stella

## Doppiatrici italiane
- Dhia Cristiani in Joe il pilota, Sposarsi è facile, ma.., La matadora, Luna senza miele, La figlia di Nettuno, L'uomo nell'ombra, Ti avrò per sempre, Su un'isola con te, La sirena del circo, La ninfa degli antipodi, Annibale e la vestale, Gonne al vento, Fatta per amare, Facciamo il tifo insieme, La duchessa dell'Idaho, Canzone pagana, Bellezze al bagno, Nebbia sulla Manica
- Andreina Pagnani in Vento di passioni
- Maria Teresa Martino in Bellezze al bagno (ridoppiaggio), Facciamo il tifo insieme (ridoppiaggio)

## Galleria d'immagini

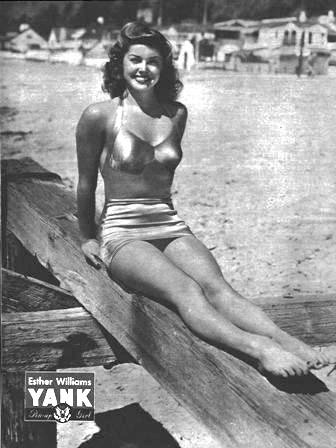
Yank, the Army Weekly (1945)
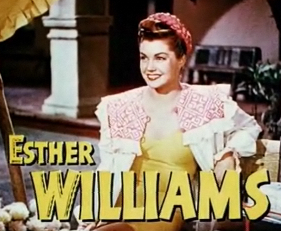
La matadora (1947)
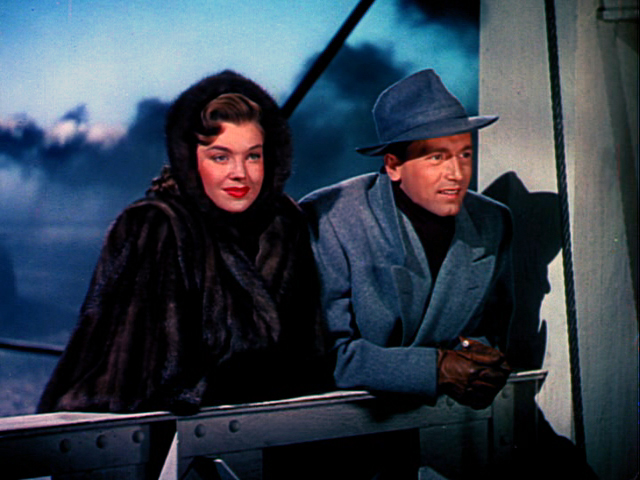
Ti avrò per sempre (1947) con Johnnie Johnston
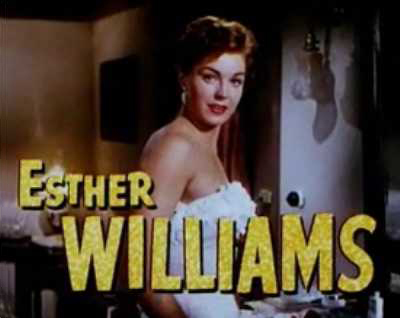
Nebbia sulla Manica (1953)